# 자말 루이스
자말 파이어러스 루이스 (Jamal Piaras Lewis, 1998년 1월 25일 ~ )는 북아일랜드의 축구 선수이다. 현재 상파울루 FC와 북아일랜드 축구 국가대표팀에서 풀백으로 뛰고 있다.

## 수상 경력

### 클럽
노리치 시티
- EFL 챔피언십: 2018-19

### 개인
- EFL 올해의 팀: 2018-19
- PFA 챔피언십 올해의 팀: 2018-19